# Contracohetes, artillería y mortero

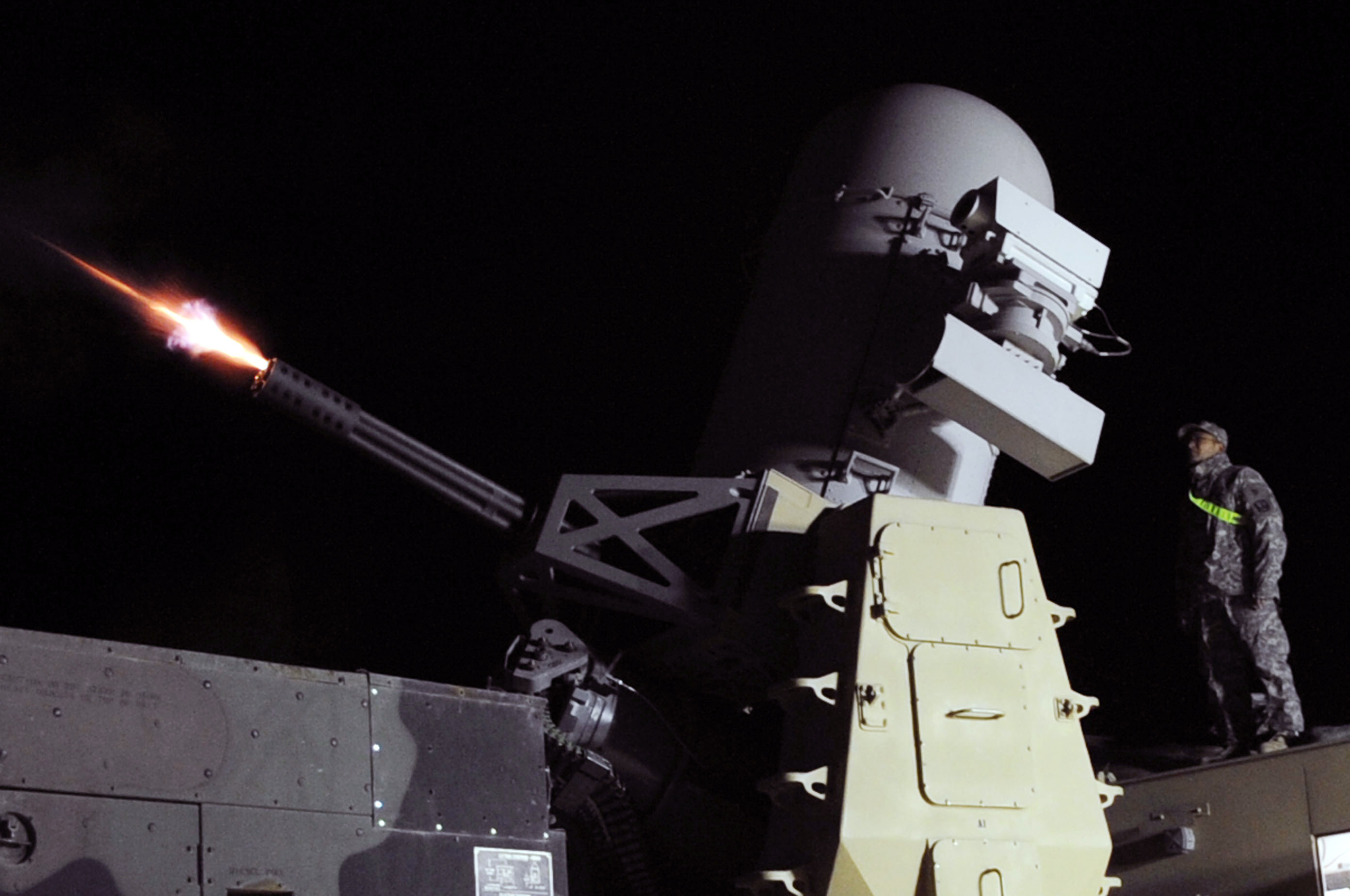
Prueba de fuego de una C-RAM en Balad, Irak, en el año 2010.

El contracohete, artillería y mortero, abreviado C-RAM o contra-RAM, es un conjunto de sistemas utilizados para detectar y/o destruir cohetes, artillería y proyectiles de mortero entrantes en el aire antes de que alcancen sus objetivos terrestres, o simplemente proporcionar una advertencia temprana.

## Algunos ejemplos
- Phalanx CIWS de EE. UU.[1]
- Cúpula de Hierro de Israel
- Mantis de Alemania